# I'll believe
「I'll believe」（アイル・ビリーブ）は、日本の音楽ユニット・ALTIMAの1作目のシングル。

## 概要
- メジャーデビューシングル。
- 表題曲はテレビアニメ『灼眼のシャナIII-FINAL-』のエンディングテーマに起用され、初のアニメタイアップを担当した。
- ディスクジャケットはシャナのイラストが採用されている。また裏ジャケットは香港の2階建てバスの上で撮影された[1]。
- 初回限定盤と通常盤の2形態で発売され、初回限定盤には表題曲のミュージック・ビデオとメイキング映像を収録したDVDが同梱された。

## 収録曲
| 全作曲・編曲: 八木沼悟志。 |                                   |           |            |            |      |
| #                          | タイトル                          | 作詞      | 作曲・編曲 | ラップ作詞 | 時間 |
| 1.                         | 「I'll believe」                  | 黒崎真音  | 八木沼悟志 | motsu      | 5:43 |
| 2.                         | 「-Indefinitely-」                | 黒崎真音  | 八木沼悟志 | motsu      | 6:08 |
| 3.                         | 「I'll believe -instrumental-」   |           | 八木沼悟志 |            | 5:42 |
| 4.                         | 「-Indefinitely- -instrumental-」 |           | 八木沼悟志 |            | 6:06 |
| 合計時間:                  | 合計時間:                         | 合計時間: | 合計時間:  | 23:39      |      |

### 解説
1. I'll believe
バラード調のイントロからアップテンポに変わる構成になっているが、これはSATが洋楽風のノリに仕上げようと思ったためである。シャナと坂井悠二の信じ合う想いをテーマにした楽曲で、MAONがシャナの気持ちを、MOTSUが戦闘で炎に包まれる様子を描いており、各々で歌唱している[2]。
ミュージック・ビデオは香港の夜景の中で撮影され、MOTSU曰く「香港ノワールみたいな、嘘っぽいゴージャスさ」とのこと。衣装はSAT曰く「ダークだけどギラギラして懐かしい」ものになっている。終盤には演奏シーンがあるが、高所恐怖症のMAONは到着するまで緊張したとのこと。なお、MOTSUのラップの端々で16ビットに変化させたり、特定の箇所とユニゾンしている[2]。
2. -Indefinitely-
吉田一美の坂井悠二に対する片想いの気持ちを描いた楽曲。イントロとアウトロでアコースティック・ギターを主軸にしているのは、MOTSUのラップを絡ませたかったためである[2]。
3. I'll believe -instrumental-
表題曲のインストゥルメンタルバージョン。
4. -Indefinitely- -instrumental-
カップリング曲のインストゥルメンタルバージョン。

## 参加ミュージシャン
ALTIMA
- MOTSU：Rap (#1,2)
- SAT：Synthesizers & Programming (全曲)
- MAON：Vocals (#1,2)

Support Musician
- a2c：Guitar (全曲)

## タイアップ
- 独立放送局系テレビアニメ『灼眼のシャナIII-FINAL-』前期エンディングテーマ (#1)

## 収録アルバム
- TRYANGLE (#1,2)
- 灼眼のシャナF SUPERIORITY SHANA III vol.1 (#1 TVサイズ)
- 灼眼のシャナ -BEST- (#1)